# Vaga general de l'Índia de 2020

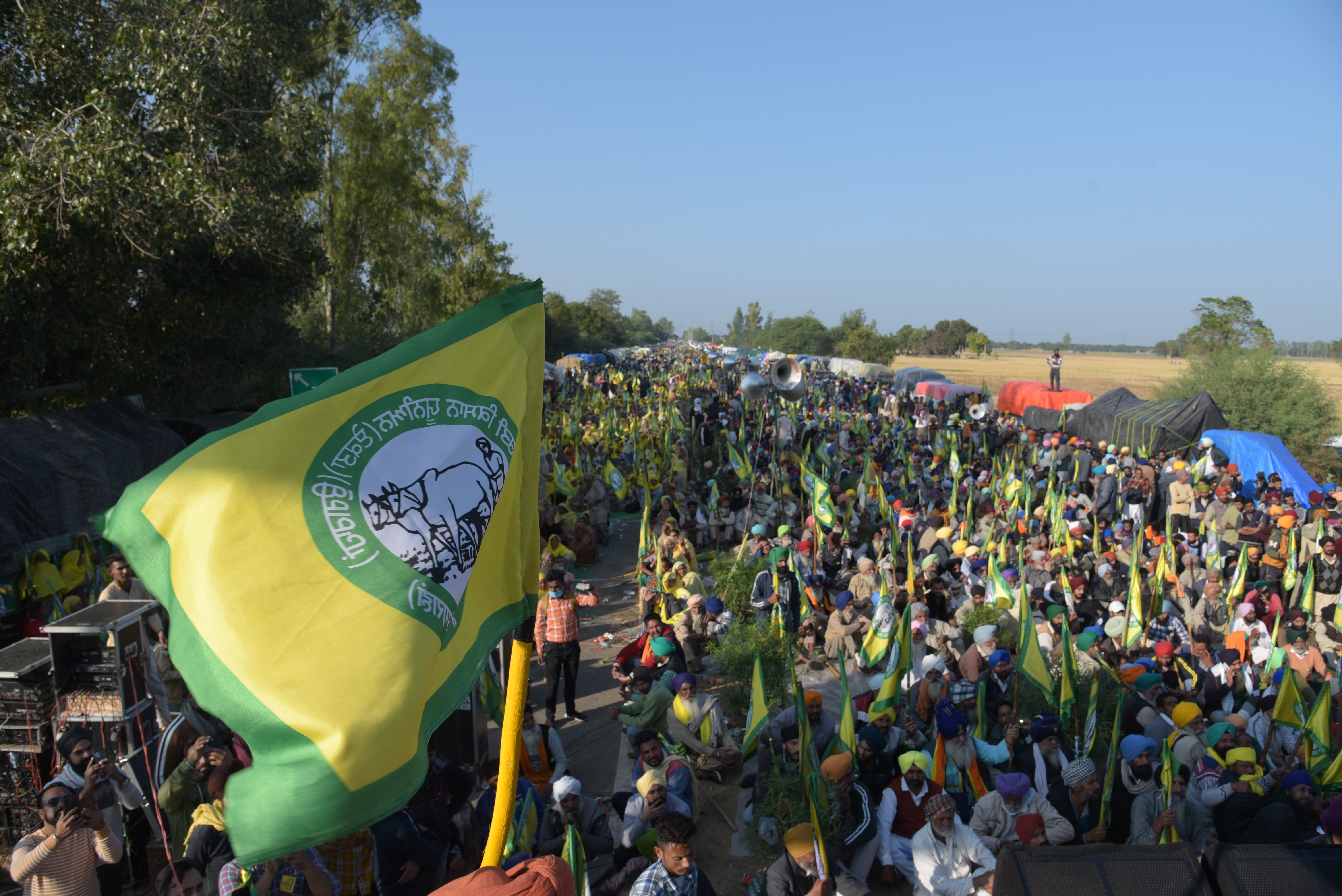
Imatge de les protestes.

La vaga general de l'Índia de 2020 va ser una vaga general que es va dur a terme el 26 de novembre de 2020 com a part d'una sèrie de manifestacions a l'Índia contra les reformes agricoles dutes a terme pel Parlament de l'Índia. La vaga va ser organitzada per 10 sindicats de tot el país i va ser recolzada pel Congrés Nacional Indi, pel Partit Comunista de l'Índia (Marxista) i per altres partits d'esquerra. Es calcula que uns 250 milions (25 crore) de persones van participar en la vaga, que la revista Jacobin va considerar la més multitudinària de la història. La vaga va ser seguida per una marxa cap a Nova Delhi, que hi va arribar el 30 de novembre amb desenes de milers d'agricultors rodejant Delhi, una quantitat que va augmentar fins a centenars de milers el 3 de desembre.

## Demandes dels vaguistes
Els sindicats de treballadors van presentar una llista de set demandes:
1. Transferència directa d'efectiu de 7.500 rupies a totes les famílies que guanyin menys del llindar de l'impost sobre la renda.
2. 10 kg de ració de cereals gratuïts per persona cada mes per a totes les persones necessitades.
3. Ampliació de la Llei Nacional de Garantia d'Ocupació Rural Mahatma Gandhi per proporcionar ocupació dels actuals 100 dies a 200 dies de treball en zones rurals amb millors salaris, i extensió d'aquest programa a zones urbanes.
4. Retirada de tots els canvis en el codi laboral contra els treballadors i les lleis contra els agricultors.
5. Detenir la privatització de les empreses del sector públic, incloses les del sector financer. Detenir la corporativització d'entitats de serveis i de manufactures administrades pel govern en ferrocarrils, manufactures d'ordenances, ports i àrees similars.
6. Retirada la jubilació prematura forçada d'empleats governamentals i del sector públic.
7. Proporcionament d'una pensió per a tots, restabliment del pla de pensions anterior i millora de la EPS 95.[3][9]

## Organitzadors
Els sindicats involucrats inclouen el Congrés Nacional de Sindicats de l'Índia (INTUC), el Congrés de Sindicats de Tota l'Índia (AITUC), Hind Mazdoor Sabha (HMS), el Centre de Sindicats de l'Índia (CITU), el Centre de Sindicats Units de Tota l'Índia (AIUTUC), el Centre de Coordinació Sindical (TUCC), l'Associació de Dones Autoempleades (SEWA), el Consell Central de Sindicats de l'Índia (AICCTU), la Federació Progressista Laboral (LPF) i el Congrés de Sindicats Units (UTUC).
Diverses altres organitzacions van participar en la vaga. L'Associació d'Empleats Bancaris de l'Índia (AIBEA) va declarar que prop de 30 mil empleats bancaris hi participarien. Les Federacions i Associacions Sectorials Independents (ISFA) van emetre un avís de vaga als treballadors de totes les indústries, cridant els treballadors de la construcció, els treballadors beedi, els treballadors domèstics, els treballadors agrícoles, els venedors ambulants i els treballadors independents de les zones rurals i urbanes de l'Índia a sortir als carrers per chakka jam, una manifestació destinada a bloquejar el tràfic. Segons un comunicat del CPIM, va haver-hi "participació massiva" de persones que no van rebre avís de vaga, com ara treballadors del sector informal, estudiants, dones i camperols. Aproximadament una quarta part de totes les persones en edat laboral de l'Índia va participar en la vaga general.
La data de la vaga general va coincidir amb la vaga del propi Comitè de Coordinació de Kisan Sangharsh de tota l'Índia que demanava que es deroguessin les lleis agrícoles contra els agricultors recentment promulgades. Els sindicats de treballadors i l'AIKSCC van declarar la seva solidaritat mútua en els dies previs a la vaga general i la mobilització "Chalo Delhi" (Anar a Delhi) del AIKSCC.

## Vaga i marxa a Nova Delhi
La vaga general inicial de 24 hores va tenir lloc en tot el país. Cinc estats: Kerala, Pondicherry, Orissa, Assam i Telangana, van ser tancats per complet. Jharkhand i Chhattisgarh van informar d'un 100% de seguiment de la vaga. Tamil Nadu va informar del tancament de 13 dels 38 districtes, i la vaga industrial va continuar en els districtes restants. Al Panjab i a Haryana, els autobusos de transport estatals no van sortir dels seus dipòsits. La vaga va provocar la interrupció del treball en bancs, serveis financers, diversos serveis governamentals, transport, unitats siderúrgiques, ports i molls, serveis de telecomunicacions, plantacions, unitats generadores d'energia, mines de carbó i altres, unitats de producció de petroli i gas natural, i altres indústries miscel·lànies.
La vaga va ser seguida per la marxa de protesta dels agricultors indis de 2020 a la capital índia, Nova Delhi. El 30 de novembre, "desenes de milers d'agricultors i els seus partidaris ... [s'estaven] manifestant en diversos encreuaments de carreteres". El 3 de desembre, BBC News va calcular el nombre d'agricultors que bloquejaven Nova Delhi en centenars de milers.

## Paper de les xarxes socials
Una "fotografia d'un policia paramilitar brandant el seu bastó contra un vell sikh", Sukhdev Singh, presa per Ravi Choudhury de Press Trust of Índia (PTI) es va tornar viral a les xarxes socials. Els polítics oposats al Partit Bharatiya Janata (BJP), en el govern, van utilitzar la imatge per criticar la violència policial. Els membres del BJP van afirmar que l'agricultor sikh no havia estat colpejat. Choudhury va dir que el policia havia colpejat a l'home. Un lloc web de verificació de fets, Boomlive, va entrevistar Sukhdev Singh, que va declarar que havia estat colpejat per dos policies i que havia resultat ferit en "l'avantbraç, l'esquena i el panxell".